# Кубок Венесуели з футболу
Кубок Венесуели з футболу — клубний турнір із футболу в Венесуелі, другий за значенням після Прімера Дивізіону. Переможець турніру отримує путівку в Південноамериканський кубок. У кубку беруть участь команди із Прімера Дивізіону, Сегунда Дивізіону та Сегунда Дивізіону В.

## Фінали
| Сезон           | Чемпіон                         | Фіналіст                 |
| --------------- | ------------------------------- | ------------------------ |
| Copa Liga Mayor |                                 |                          |
| 1959            | Депортіво Португес              | Депортіво Еспаньйол      |
| Copa Naciones   |                                 |                          |
| 1960            | Банко Агрікола                  | Депортіво Португес       |
| Copa Caracas    |                                 |                          |
| 1961            | Депортиво Італія                | Дос Камінос              |
| 1962            | Депортиво Італія                | Уніон Депортиво Канаріас |
| 1963            | Уніон Депортиво Канаріас        | Тікіре Флорес            |
| 1964            | Тікіре Флорес                   | Уніон Депортиво Канаріас |
| 1965            | Валенсія                        | Лара                     |
| 1966            | Депортиво Галісія               | Уніон Депортиво Канаріас |
| 1967            | Депортиво Галісія               | Депортіво Португес       |
| Copa Venezuela  |                                 |                          |
| 1968            | Уніон Депортиво Канаріас        | Лара                     |
| 1969            | Депортиво Галісія               | Уніон Депортиво Канаріас |
| 1970            | Депортиво Італія                | Депортиво Галісія        |
| 1971            | Естудіантес де Меріда           | Ансоатегі                |
| 1972            | Депортіво Португес              | Валенсія                 |
| 1973            | Португеса                       | Естудіантес де Меріда    |
| 1974            | змагання не проводились         | змагання не проводились  |
| 1975            | Естудіантес де Меріда           | Сан-Крістобаль           |
| 1976            | Португеса                       | Депортиво Італія         |
| 1977            | Португеса                       | Валенсія                 |
| 1978            | Валенсія                        | Універсідад Лос-Андес    |
| 1979            | Депортиво Галісія               | Лара                     |
| 1980            | Атлетіко Самора                 | Валенсія                 |
| 1981            | Депортиво Галісія               | Депортіво Тачира         |
| 1982            | Депортіво Тачира                | Самора                   |
| 1983–1984       | змагання не проводились         | змагання не проводились  |
| 1985            | Мінерос де Гуаяна               | Депортіво Тачира         |
| 1986            | змагання не проводились         | змагання не проводились  |
| 1987            | Каракас                         | Мінерос де Гуаяна        |
| 1988            | Марітімо де Венесуела           | Естудіантес де Меріда    |
| 1989            | Марітімо де Венесуела           | Мінерос де Гуаяна        |
| 1990            | Інтернасьональ (Пуерто-ла-Крус) | Португеса                |
| 1991            | Ансоатегі                       | Каракас                  |
| 1992            | Трухільянос                     | Каракас                  |
| 1993            | Каракас                         | Мінервен                 |
| 1994            | Каракас                         | Трухільянос              |
| 1995            | Універсідад Лос-Андес           | Каракас                  |
| 1996–2006       | змагання не проводились         | змагання не проводились  |
| Copa Venezuela  |                                 |                          |
| 2007–08         | Арагуа                          | Уніон Атлетіко Маракайбо |
| 2008            | Депортиво Ансоатегі             | Естудіантес де Меріда    |
| 2009            | Каракас                         | Трухільянос              |
| 2010            | Трухільянос                     | Самора                   |
| 2011            | Мінерос де Гуаяна               | Трухільянос              |
| 2012            | Депортиво Ансоатегі             | Естудіантес де Меріда    |
| 2013            | Каракас                         | Депортіво Тачира         |
| 2014            | Депортиво Ла Гуайра             | Трухільянос              |
| 2015            | Депортиво Ла Гуайра             | Депортиво Лара           |
| 2016            | Сулія                           | Естудіантес (Каракас)    |
| 2017            | Мінерос де Гуаяна               | Самора                   |
| 2018            | Сулія                           | Арагуа                   |
| 2019            | Самора                          | Монагас                  |
| 2020–2023       | змагання не проводились         | змагання не проводились  |
| 2024            | Депортіво Ла Гуайра             | Метрополітанос           |

## Титули за клубами
| Клуб                            | Перемоги | Переможні роки               |
| ------------------------------- | -------- | ---------------------------- |
| Каракас                         | 5        | 1987, 1993, 1994, 2009, 2013 |
| Галісія де Арагуа               | 5        | 1966, 1967, 1969, 1979, 1981 |
| Депортиво Італія                | 3        | 1961, 1962, 1970             |
| Португеса                       | 3        | 1973, 1976, 1977             |
| Мінерос де Гуаяна               | 3        | 1985, 2011, 2017             |
| Депортіво Ла Гуайра             | 3        | 2014, 2015, 2024             |
| Естудіантес де Меріда           | 2        | 1971, 1975                   |
| Валенсія                        | 2        | 1965, 1978                   |
| Депортіво Португес              | 2        | 1959, 1972                   |
| Марітімо де Венесуела           | 2        | 1988, 1989                   |
| Трухільянос                     | 2        | 1992, 2010                   |
| Уніон Депортиво Канаріас        | 2        | 1963, 1968                   |
| Депортиво Ансоатегі             | 2        | 2008, 2012                   |
| Сулія                           | 2        | 2016, 2018                   |
| Самора                          | 1        | 2019                         |
| Арагуа                          | 1        | 2007                         |
| Ансоатегі                       | 1        | 1991                         |
| Інтернасьональ (Пуерто-ла-Крус) | 1        | 1990                         |
| Атлетіко Самора                 | 1        | 1980                         |
| Депортіво Тачира                | 1        | 1982                         |
| Тікіре Флорес                   | 1        | 1964                         |
| Універсідад Лос-Андес           | 1        | 1995                         |